# Skeletons (álbum de Danzig)
Skeletons es el décimo álbum de estudio de la banda estadounidense de heavy metal Danzig, lanzado en noviembre de 2015. El disco es una compilación de covers de canciones seleccionadas por el cantante Glenn Danzig, de las cuales destacan composiciones de Elvis Presley, Aerosmith, Black Sabbath y ZZ Top.

## Lista de canciones
| N.º | Título                 | Escritor(es)                                        | Artista original         | Duración |  |
| 1.  | «Devil's Angels»       | Mike Curb, Guy Hemric, Jerry Styner                 | Davie Allan & The Arrows | 2:41     |  |
| 2.  | «Satan»                | Harley Hatcher                                      | Paul Wibier              | 4:14     |  |
| 3.  | «Let Yourself Go»      | Joy Byers                                           | Elvis Presley            | 2:57     |  |
| 4.  | «N.I.B.»               | Geezer Butler, Tony Iommi, Ozzy Osbourne, Bill Ward | Black Sabbath            | 5:04     |  |
| 5.  | «Lord of the Thighs»   | Steven Tyler                                        | Aerosmith                | 4:05     |  |
| 6.  | «Action Woman»         | Warren Kendrick                                     | The Litter               | 3:42     |  |
| 7.  | «Rough Boy»            | Billy Gibbons, Dusty Hill, Frank Beard              | ZZ Top                   | 4:43     |  |
| 8.  | «With a Girl Like You» | Reg Presley                                         | The Troggs               | 1:53     |  |
| 9.  | «Find Somebody»        | Eddie Brigati, Felix Cavaliere                      | The Young Rascals        | 3:48     |  |
| 10. | «Crying in the Rain»   | Howard Greenfield, Carole King                      | The Everly Brothers      | 2:44     |  |

## Personal
- Glenn Danzig – voz
- Tommy Victor – guitarra
- Johnny Kelly – batería
- Chris Rakestraw – mezcla
- Gene Grimaldi – mastering